# Thomasinotus
Thomasinotus è un pesce osseo estinto appartenente ai parasemionotiformi. Visse nel Triassico inferiore (Induano, circa 250 milioni di anni fa) e i suoi resti fossili sono stati ritrovati in Madagascar.

## Descrizione
Questo pesce era di dimensioni piccole, e solitamente non superava i 10 centimetri di lunghezza. La forma del corpo era piuttosto compatta, con una grande testa dotata di muso corto e una piccola bocca. La pinna dorsale era di forma triangolare e posta poco dopo la metà del corpo. La pinna anale, anch'essa triangolare, era più arretrata. Le pinne pettorali e ventrali erano piuttosto strette, mentre la pinna caudale era piccola e con due lobi poco distinti. Il corpo era completamente rivestito da scaglie ricoperte da uno spesso strato di ganoina, di forma squadrata o rettangolare, disposte in file diagonali. Thomasinotus si distinguea da altri generi simili per il preopercolo diviso (in questo ricordava l'affine Jacobulus) ma massiccio.

## Classificazione
I primi fossili di questo animale vennero ritrovati in terreni del Triassico inferiore in Madagascar, e vennero descritti da Lehman nel 1952; la specie tipo è Thomasinotus divisus.
Thomasinotus è un rappresentante dei parasemionotiformi, un gruppo di pesci ganoidi tipici del Triassico, forse vicini all'origine degli amiiformi. Tra le altre forme di parasemionotiformi, da ricordare il genere eponimo Parasemionotus,  Watsonulus eugnathoides e l'insolito Albertonia cupidinia.